# Burbank (Santa Clara County)
Burbank ist ein census-designated place (CDP) im Santa Clara County im US-Bundesstaat Kalifornien mit 4940 Einwohnern (Stand: 2020). Das Stadtgebiet umfasst eine Fläche von etwas mehr als einem Quadratkilometer.

## Etymologie
Burbank wurde nach dem US-amerikanischen Botaniker Luther Burbank benannt, der 1926 in der angrenzenden Stadt San José verstarb. Sein Verdienst waren zahlreiche Neuzüchtungen von Obst-, Gemüse- und Zierpflanzen.

## Geografie

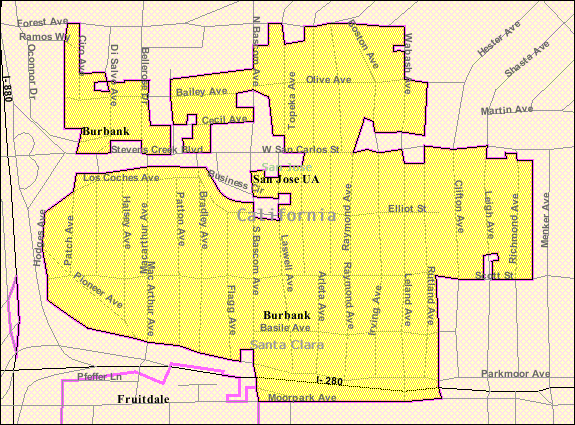
Lageplan von Burbank

Burbank liegt ungefähr 13 Kilometer südlich vom Ufer der San Francisco Bay entfernt. Zur Pazifikküste der USA sind es in westlicher Richtung etwa 44 Kilometer.
Die nächsten größeren Städte sind Santa Clara im Nordwesten und San José im Nordosten.

## Demographie
Gegenüber dem Jahr 2000 stieg die Anzahl der in Burbank lebenden Menschen im Jahr 2010 um mehr als das Doppelte an. Lebten im Jahre 2000 noch rund 2.000 Menschen in dem Ort, so waren es nach der Volkszählung im Jahr 2010 4.926. Die Bevölkerungsmehrheit stellen Bürger lateinamerikanischer Abstammung (Latinos), nämlich etwa die Hälfte der Bewohner. Die Zahl der Latinos stieg somit in zehn Jahren um knapp zehn Prozent an. Der Anteil Weißer ging auf unter 40 Prozent zurück. Afroamerikaner sowie weitere ethnische Gruppen sind Minderheiten. Die Anzahl der Haushalte betrug nach der 2010 erhobenen Volkszählung 1.877.

## Verkehr
Der nächste Flughafen, International Airport San Jose, befindet sich außerhalb von Burbank, ist aber in wenigen Minuten erreichbar, da nur fünf Kilometer in nördlicher Richtung entfernt.